# Heiri Leuthold
Heinrich «Heiri» Leuthold (* 20. Mai 1967 in Oberrieden ZH; † 29. April 2009 in Zürich) war ein Schweizer Sozialgeograph.

## Leben
Heiri Leuthold wuchs als dritter von vier Söhnen in Oberrieden ZH auf. Als Schüler war er begeisterter Sänger und trat mit verschiedenen Laienchören auf. Im Gymnasium war der Dirigent und Musiker Karl Scheuber sein Lehrer. An der Universität Zürich studierte er zuerst Biologie, wechselte nach dem ersten Vordiplom aber zur Sozialgeographie. Leuthold lebte mit seiner Frau und seinen zwei Kindern im Zürcher Stadtkreis 4.

## Leistungen
Als Student gab Leuthold zusammen mit zwei Kollegen, Michael Hermann und Philippe Sablonier, 1998 die Studie Elfenbeinturm oder Denkfabrik heraus. Nach der Erlangung des Diploms als Geograph gründete er zusammen mit seinem Freund Michael Hermann das Forschungsprojekt sotomo – Sozialtopologie und Modernisierung, die zunächst am Lehrstuhl von Kurt Brassel eingerichtet und später als eigene Firma verselbständigt wurde.
Als erstes Ergebnis ihrer Untersuchungen entstand 2003 der Atlas der politischen Landschaften, der mit einer neuartigen Darstellung («Spinnennetz») eine umfassendere Übersicht der Aspekte politischer Struktur der Schweiz bot. Mit dieser Publikation begründeten Leuthold und Hermann ihre Karrieren als sozialgeographische Kommentatoren der Schweiz; beide wurden seither regelmässig vor und nach Volksabstimmungen und Wahlen befragt oder publizierten diesbezügliche Artikel in Zeitungen und Zeitschriften. Sie waren auch beim Start der webbasierten Wahlhilfe smartvote beteiligt.
Im Jahr 2006 promovierte Leuthold mit einer Dissertation über Die sozialräumliche Dynamik der urbanisierten Schweiz und ihre politikgeografische Dimension.

## Werke
- Hermann, Michael; Leuthold, Heiri; Sablonier, Philippe (Hrsg.): Elfenbeinturm oder Denkfabrik: Ideen für eine Universität mit Zukunft. Zürich: Chronos, 1998. ISBN 3-905312-60-3.
- Hermann, Michael; Leuthold, Heiri: Atlas der politischen Landschaften: ein weltanschauliches Porträt der Schweiz. Zürich: vdf Hochschulverlag AG an der ETH Zürich, 2003. ISBN 3-7281-2901-1.
- Leuthold Baumann, Heinrich: Die sozialräumliche Dynamik der urbanisierten Schweiz und ihre politikgeografische Dimension. Diss. Zürich, 2006 Volltext.